# Eisenbahnbrücke Bogen
Die Eisenbahnbrücke Bogen überführt die eingleisige Bahnstrecke Straubing–Bogen nahe der Stadt Bogen bei Kilometer 2311,27 über die Donau und deren Altarm.

## Geschichte
Sie wurde errichtet als Teil der ehemaligen Bahnstrecke Straubing–Miltach und am 9. Dezember 1895 im Rahmen der Eröffnung des Bahnverkehrs zwischen Straubing und Bogen in Betrieb genommen.
Am 16. April 1945 wurde sie durch Bombenabwürfe unpassierbar und am 26. April 1945 gesprengt. Im Sommer 1945 begannen erste Arbeiten zum Wiederaufbau der Brücke. Nach Fertigstellung im Juni 1946 begann der erneute Fahrbetrieb am 1. Juli 1946. 60 Jahre später erforderte der schlechte Zustand der Brücke umfangreiche Reparaturarbeiten. Dazu wurde die Brücke vom 16. Februar 2006 bis zum 7. August 2006 für den Bahnverkehr gesperrt. Seitdem wird die Brücke wieder von Triebwagen der Gäubodenbahn befahren. Schwere Triebfahrzeuge sind hingegen nicht zugelassen. Seit dieser Zeit darf auch der Dampfzug, der vorher zum Bahnhofsfest Bogen jährlich Sonderfahrten zwischen Bogen und Straubing geleistet hatte, nicht mehr verkehren.
Eine routinemäßige Untersuchung der Tragfähigkeit wurde 2016 durchgeführt. Aufgrund ihres Zustandes und der zu niedrigen Durchfahrtshöhe ist ein Neubau oder ersatzloser Abriss im Zuge des Donauausbaus in der Diskussion. Letzterem steht jedoch die Betriebspflicht des Infrastrukturbetreibers DB InfraGO, entgegen. Eine Einstellung der Bahnverbindung nach Bogen hätte schwerwiegende Konsequenzen für Pendler und Schüler, letztere kommen aus dem gesamten Landkreis Straubing-Bogen nach Bogen, da dort einige der wenigen weiterführenden Schulen sind.
Auf der Brücke gilt in beiden Fahrtrichtungen eine Höchstgeschwindigkeit von 40 km/h. Sie ist mit Beleuchtungseinrichtungen und Radarrückstrahlern ausgestattet, um Schiffe auf der Donau vor der niedrigen Durchfahrtshöhe zu warnen.
Immer wieder geschieht es, dass Schiffe mit der Brücke kollidieren, meistens bei hohem Wasserstand. Der letzte Unfall ereignete sich am 22. Januar 2018, als ein rumänisches Frachtschiff mit dem Führerhaus an der Brücke hängenblieb, da der Kapitän es nicht abgesenkt hatte, wie es der verringerte Tiefgang nach dem Entladen im wenige hundert Meter entfernten Hafen Straubing-Sand erfordert hätte. An der Brücke wurde aber nur ein Radarrückstrahler beschädigt, eine Sperrung der Brücke war nicht notwendig.
Gutachter gingen vor 2019 von einer Lebensdauer der Brücke bis nach 2037 aus.
Durch die baulichen Mängel besteht für Fahrzeuge, die die Streckenklasse D4 benötigen, ein theoretischer Fahrzeitverlust von 12,5 Minuten. Für die leichten Triebfahrzeuge der Baureihe 628 wirkt sich diese jedoch nicht voll aus.
2022 lief eine Grundlagenermittlung für einen Neubau der Brücke in den 2030er Jahren. 2024 strebte die Bayerische Eisenbahngesellschaft eine Inbetriebnahme voraussichtlich 2030 an.

## Konstruktion
Mit allen Flutbrücken zusammen besteht die Brücke aus 20 Brückenfeldern und hat eine Gesamtlänge von 547 Meter.

Die Strombrücke über die Donau ist aus drei Feldern als parallelgurtige Stahlfachwerkbrücke ausgeführt mit einspuriger Fahrbahn durch die Träger. Das mittlere Feld hat mit 60 Metern eine größere Stützweite als die beiden angrenzenden Felder mit jeweils 45,8 Metern. Durch das 60-m-Feld erfolgt auch der Durchlass für den Schiffsverkehr, sowohl für Berg- als auch Talfahrten, bei einer Durchlassbreite von 43,95 Metern und einer aktuellen Durchfahrtshöhe von 5,0 Meter bezogen auf HSW, bedingt durch die auf 320,07 m ü. NN liegende Konstruktionsunterkante der Brücke. Durch geplante Flussbaumaßnahmen soll sich die Durchfahrtshöhe auf 4,72 Meter ändern.
Die südliche Vorlandbrücke ist eine Stahlbalkenbrücke mit zwei Feldern. In der nördlichen Vorlandbrücke bestehend aus zwölf Stahlbalkenfeldern ist mittig noch die Brücke über das Altwasser integriert, die aus einer Stahlfachwerkbalkenbrücke mit drei Feldern besteht.

Um eine ausreichende Durchfahrtshöhe für den Schiffsverkehr zu erreichen, wurden an beiden Ufern Auffahrtsrampen angelegt. Gut zu erkennen ist die südliche Rampe, die nach dem Haltepunkt Sand beginnt. Der südliche Teil der gesamten Brückenanlage inklusive der Strombrücke liegt auf dem Gebiet der Gemeinde Aiterhofen. Der nördliche Abschnitt liegt im Bereich der Stadt Bogen.